# أندري ايفانوف
أندري ايفانوف (بالروسية: Иванов, Андрей Геннадьевич)‏ (2 سبتمبر 1994 بسانت بطرسبرغ في روسيا - ) هو لاعب كرة قدم روسي في مركز الدفاع. لعب مع زينيت سانت بطرسبرغ وFC Zenit-2 Saint Petersburg ‏.

## وصلات خارجية
- أندري ايفانوف على موقع قاعدة بيانات كرة القدم.إي يو (الإنجليزية)
- أندري ايفانوف على موقع Soccerway.com (الإنجليزية)
- أندري ايفانوف على موقع AS.com (الإسبانية)